# Antarchaea marginalis
Antarchaea marginalis är en fjärilsart som beskrevs av Walker 1865. Antarchaea marginalis ingår i släktet Antarchaea och familjen nattflyn. Inga underarter finns listade i Catalogue of Life.